# ジョセフ・ベル (機関士)

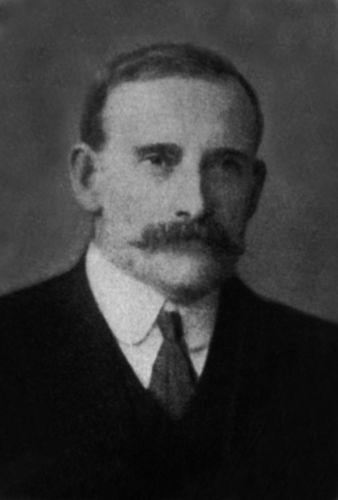
ジョセフ・ベル

ジョセフ・ベル（英語: Joseph Bell, 1861年3月12日 - 1912年4月15日）は、イギリスの機関士。客船タイタニック号の機関士長だった人物。同船の沈没事故の際、部下の機関士達と共に最後まで船に電気を供給し続け死亡した。

## 経歴
1861年3月21日にイングランド・カンブリア・シティ・オブ・カーライルのファーラムに農場主ジョン・ベル (John Bell) とその妻マーガレット (Margaret, 旧姓ワトソン: Watson) の長男として生まれる。
1870年代、母マーガレットが死去すると父ジョンは家族を連れてカーライル・スタンウィックへ移住した。同地で初等教育を受けた後、カーライルを出て、ニューカッスルに行き、機関車製造会社ロバート・スチーブンソン・アンド・カンパニーでエンジン取付組立工見習いとして働いた。
1885年にホワイト・スター・ラインに入社し、ニュージーランドからニューヨークの航路で勤務。1893年にモード・ベイツ (Maud Bates) と結婚。彼女との間に4人の子供を儲けた。1891年にコプティック号の機関士長となり、1911年にはオリンピック号の機関士長となった。
その後、オリンピック号からタイタニック号へ異動となった。4月10日から処女航海に出たタイタニック号で機関士長を務めた。4月14日午後11時40分にタイタニック号が氷山に衝突した際にもベルは機関室にいたが、衝突には気づかないまま、ブリッジから「全速後進」を命じる信号を受けた。ベルはすぐに中央タービンを停止させ、レシプロエンジンを逆転させた。その直後、ブリッジの操作で防水扉が自動的に閉まり、不安になった機関士たちは何が起こったのかと顔を見合わせていたという。
沈没直前にベルは部下の機関士達に脱出を許可しているが、船が明かりと無線の電力を失わないようにと誰一人として退避しようとはせず最期まで持ち場に留まった。そのためベル以下機関士たちは全員が命を落とした。
「ベルたち機関員の勇敢な行動に感銘を受けたジョージ5世は英国王室のロイヤルカラーである紫を機関員に許可し、これ以降は機関員の肩章の色に紫が使われるようになった」という逸話が語られることがあるが、実際は1865年に英海軍が機関士に紫色の色分けの階級章を使用することを決定、以降に商船会社もそれに倣ったものである。

## ベルを演じた人物
- エマートン・コート (Emerton Court) - 1958年イギリス映画『SOSタイタニック 忘れえぬ夜』
- テリー・フォレスタル（英語版） - 1997年アメリカ映画『タイタニック』
- デイヴィッド・ウィルモット（英語版） - 2012年PBSテレビ映画『Saving The Titanic（英語版）』